# Avery Skinner
Avery Skinner (Katy, 25 aprile 1999) è una pallavolista statunitense, schiacciatrice della Savino Del Bene.

## Biografia
È figlia dell'ex cestista Brian Skinner e sorella maggiore della pallavolista Madisen Skinner, sua compagna di squadra alla Kentucky.

## Carriera

### Club
La carriera di Avery Skinner inizia nei tornei giovanili statunitensi con la Houston Skyline; gioca anche nei tornei scolastici texani, disimpegnandosi con la HCYA HS. Dopo il diploma entra a far parte della squadra universitaria della Kentucky, partecipando alla NCAA Division I: fa parte delle Wildcats dal 2017 al 2020, conquistando il titolo nazionale durante il suo ultimo anno (disputato nel 2021 a causa della pandemia di COVID-19 negli Stati Uniti d'America) e ottiene qualche riconoscimento individuale; nel 2021 si trasferisce alla Baylor, dove termina la sua carriera universitaria.
Nella stagione 2022-23 inizia la sua carriera da professionista in Ligue A con il Béziers, aggiudicandosi la Coppa di Francia, mentre nella stagione seguente approda nella Serie A1 italiana, indossando la casacca del Chieri '76, con il quale vince una Coppa CEV. Dopo un biennio con le piemontesi, nel campionato 2025-26 si trasferisce alla Savino Del Bene, sempre nel massimo campionato italiano.

### Nazionale
Nel 2022 viene convocata per la prima volta nella nazionale statunitense, vincendo la medaglia di bronzo alla Coppa panamericana, dove viene premiata come miglior realizzatrice e miglior schiacciatrice, e quella d'argento alla NORCECA Final Six. Nel 2023 arriva l'argento al campionato nordamericano; l'anno successivo mette al collo lo stesso metallo ai Giochi della XXXIII Olimpiade.

## Palmarès

### Club
- NCAA Division I: 1

2020
- Coppa di Francia: 1

2022-23
- Coppa CEV: 1

2023-24

### Nazionale (competizioni minori)
- Coppa panamericana 2022
- NORCECA Final Six 2022

### Premi individuali
- 2017 - NCAA Division I: Lexington Regional All-Tournament Team
- 2020 - All-America First Team
- 2020 - NCAA Division I: Omaha National All-Tournament Team
- 2022 - Coppa panamericana: Miglior realizzatrice
- 2022 - Coppa panamericana: Miglior schiacciatrice